# Nobody
"Nobody" är en sång av det svenska rockbandet Her Majesty, från 2003. Låten finns med på bandets debutalbum Happiness (2003), men utgavs också som singel samma år.

## Låtlista
1. "Nobody" (M. Jälevik, Her Majesty)
2. "You're the Storm" (Nina Persson, Peter Svensson)

## Listplaceringar
| Lista (2003) | Topplacering |
| ------------ | ------------ |
| Sverige      | 49           |

### Fotnoter
1. ↑  ”Her Majesty”. Svensk mediedatabas. http://smdb.kb.se/catalog/search?q=her+majesty+typ%3Afonogram&sort=OLDEST. Läst 17 juni 2012.
2. ↑  Listplacering